# Георги Пържелков
Георги Пържелков – Айката, известен като Гьорче войвода, е български хайдутин.

## Биография
Пържелков е роден в кочанското село Спанчево. Заселва се в село Ораново, днес квартал на Симитли. Над 20 години в края на първата половина на XIX век действа като хайдутин в Пиринска Македония, за което получава прякора Айката. Убит е от наемници.